# Лејк Вју (Тексас)
Лејк Вју (енгл. Lake View) насељено је место без административног статуса у америчкој савезној држави Тексас.

## Демографија
По попису из 2010. године број становника је 199, што је 32 (19,2%) становника више него 2000. године.
| Група             | 2000.       | 2010.       |
| Белци             | 131 (78,4%) | 120 (60,3%) |
| Афроамериканци    | 2 (1,2%)    | 0 (0,0%)    |
| Азијати           | 2 (1,2%)    | 0 (0,0%)    |
| Хиспаноамериканци | 32 (19,2%)  | 77 (38,7%)  |
| Укупно            | 167         | 199         |